# Guixi

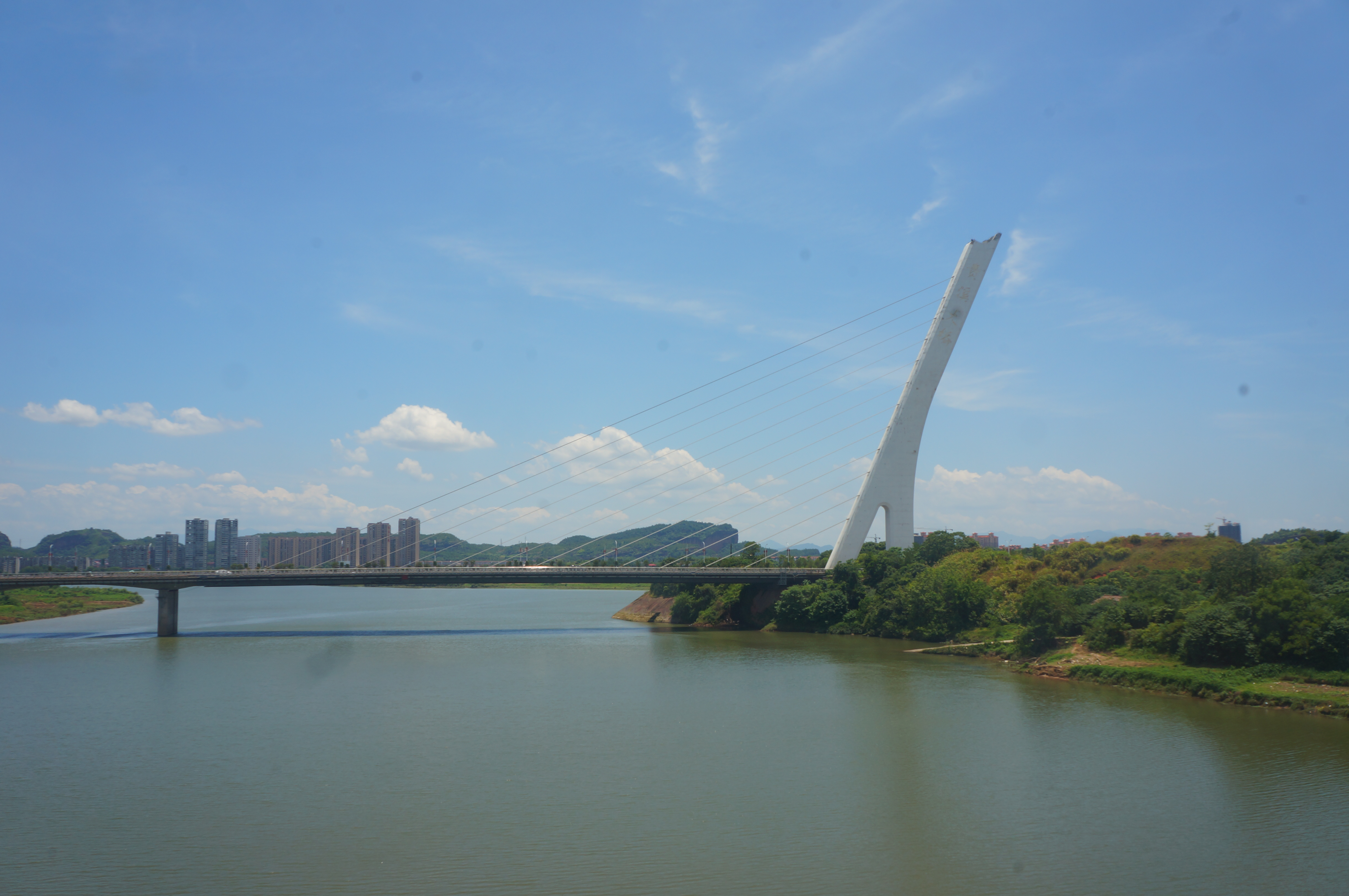
Guixi-Brücke

Guixi (chinesisch 贵溪市, Pinyin Guìxī Shì) ist eine kreisfreie Stadt, die zum Verwaltungsgebiet der bezirksfreien Stadt Yingtan in der chinesischen Provinz Jiangxi gehört. Die Fläche beträgt 2.487 Quadratkilometer und die Einwohnerzahl 558.451 (Stand: Zensus 2010).
Die Stätte der Xianshui-Felsgrabstätte (Xianshui yanya muqun 仙水岩崖墓群) steht seit 2001 auf der Liste der Denkmäler der Volksrepublik China (5-167).